# 隼 (AV商)
隼是創業於1992年3月16日的日本AV片商。公司坐落於東京都墨田區。主要是開發單體女優為主。公司全名為“有限会社隼エージェンシー”，通常略稱為“隼”。

## 主要系列作品
- 社内情事
- いいなり女子校生
- 犯られる女教師

## 外部連結
- 隼 官方網站